# Rhamnus rosei
Rhamnus rosei là một loài thực vật có hoa trong họ Táo. Loài này được M.C. Johnst. & L.A. Johnst. miêu tả khoa học đầu tiên năm 1978.